# Kavkazskij rajon
Il Kavkazskij rajon (in russo Кавказский район?) è un rajon del Kraj di Krasnodar, nella Russia europea. Dal 2009, capoluogo amministrativo del distretto è la città di Kropotkin che aveva già ricoperto lo stesso ruolo tra 1956 e il 1963. In precedenza, altri centri amministrativi erano stati Gul'keviči (1963-1980) e la comunità rurale di Kavkazskaja (1980-2009).